# Friedrich Von Alberti
Friedrich August von Alberti (4 de setembro de 1795 – 12 de setembro de 1878) foi um geólogo alemão cuja publicação revolucionária de 1834 reconheceu a unidade dos três estratos característicos que compõem os depósitos sedimentares do período Triássico na Europa Setentrional. A partir dos fósseis contidos nas três camadas distintas — de arenitos de leito vermelho, cobertos por calcários (Muschelkalk), seguidos por folhelhos negros — que são encontrados por toda a Alemanha e noroeste da Europa, e são chamados de 'Trias' (latim trias significando tríade), Alberti detectou que eles formavam uma única formação estratigráfica; hoje seria denominado um sistema. Ele identificou o Triássico como portador de uma fauna fóssil única, limitado pela extinção Permo-Triássica abaixo e por outra extinção acima.

## Biografia

### Juventude e formação
Alberti cresceu em Stuttgart e Rottweil, onde foi educado no Ginásio e frequentou a escola militar em Stuttgart. Posteriormente retornou a Rottweil, uma cidade 100 km ao sul de Stuttgart. Ele aprendeu o sistema de processamento de sal e tornou-se um Salinentechniker (técnico em sal). Foi rapidamente promovido a Salineninspektor (supervisor de sal). Em 1823, baseado em sua percepção da geologia da área, teve a ideia de perfurar em busca de sal em Rottenmünster. Oito meses depois a equipe obteve sucesso e encontrou sal, em um local onde ninguém teria considerado a possibilidade de encontrar sal.

### Atividades arqueológicas
Ele também fez escavações nas ruínas romanas de Rottweil, a antiga Arae Flaviae; publicou suas descobertas de 1833 a 1837.

### Carreira profissional
Alberti comprou uma casa e viveu em Rottenmünster, uma antiga abadia a 2 milhas de Rottweil, de 1829 a 1853. Enquanto lá trabalhou como gerente para duas companhias de sal. Depois que se aposentou mudou-se para Heilbronn. Assumiu uma posição como consultor, técnico em sal e geólogo. Tinha excelentes habilidades na compreensão de arenito e calcário. Descobriu que se você encontrar combinações desses dois tipos de pedra juntos, sempre encontrará sal. Escreveu livros sobre suas experiências de procurar e perfurar em busca de sal.

### Inovações técnicas
Ele inventou o método de mineração de sal bombeando água para dentro da mina; quando a salmoura subia à superfície, ele permitia que a água evaporasse e então coletava o sal.

## Reconhecimento
A Universidade de Tübingen concedeu a Friedrich August von Alberti um doutorado honorário por suas realizações na indústria de mineração de sal. A cidade o homenageou com uma rua em seu nome.
Alberti era muito bem considerado e popular. As pessoas gostavam dele por sua personalidade, sua alegria e o fato de ser muito aberto e honesto com todos. Depois que morreu sua família permaneceu em Rottweil, onde também uma rua leva seu nome. Hoje muitos de seus descendentes ainda vivem na cidade.
Em Bad Friedrichshall, também uma antiga cidade do sal, uma escola tem seu nome, o Friedrich-von-Alberti-Gymnasium.

## Legado científico
O trabalho de Alberti foi fundamental para o estabelecimento da estratigrafia moderna. Sua identificação do Triássico como um sistema geológico distinto contribuiu significativamente para a compreensão da escala de tempo geológico e da história da Terra. Sua abordagem metodológica, combinando observação de campo com análise de fósseis, estabeleceu padrões para estudos geológicos posteriores.

## Publicações
- Die Gebirge des Königreichs Würtemberg, in besonderer Beziehung auf Halurgie: Mit Anmerkungen und Beilagen von Prof. G. Schübler in Tübingen / von Friedrich von Alberti, Salinen-Verwalter von Wilhelmshall. Mit 5 geognostischen Karten. Stuttgart und Tübingen, in der J. G. Cotta’schen Buchhandlung, 1826.
- Beitrag zu einer Monographie des bunten Sandsteins, Muschelkalks und Keupers, und die Verbindung dieser Gebilde zu einer Formation. Mit 2 Tafb. lith. Stuttgart & Tübingen, 1834.
  - Reprographischer Nachdruck der Ausgabe Stuttgart, Cotta, 1834 / Friedrich-von-Alberti-Stiftung der Hohenloher Muschelkalkwerke. Mit einem Vorwort des Herausgebers und einem biographischen Essay von Wolfgang Hansch. Goldschneck-Verlag Weidert, Weinstadt 1998, ISBN 3-00-003351-3
- Übersicht der mineralogischen Verhältnisse des Gebiets der vormaligen freien Reichsstadt Rottweil. Rottweil: Englerth 1840. In: Heinrich Ruckgaber: Geschichte der Frei- und Reichsstadt Rottweil, S. 576–627.
- Halurgische Geologie. 2 Bände. Cotta, Stuttgart 1852.
- Die Bohnerze des Jura, ihre Beziehung zur Molasse und zu den Gypsen von Paris, Aix und Hohenhoewen. Stuttgart 1853. Auch in: Württembergische naturwissenschaftliche Jahreshefte 1853.
- Überblick über die Trias mit Berücksichtigung ihres Vorkommens in den Alpen. Mit 7 Steindrucktafeln. Stuttgart 1864. doi:10.5962/bhl.title.14903, Archive
- Roemische Altertuemer in der Umgegend von Rottweil am Neckar. Stuttgart: 1833–1837. Jahresbericht des Archäologischen Vereins zu Rottweil.